# José Mujica
Pour les articles homonymes, voir Mujica.
José Mujica (/xoˈse muˈxika/), dit Pepe Mujica, est un homme d'État uruguayen, né le 20 mai 1935 à Montevideo et mort le 13 mai 2025 à Rincón del Cerro. Il est président de la république orientale de l'Uruguay de 2010 à 2015. 
Guérillero des Tupamaros dans les années 1960-1970, il est détenu en tant qu'otage et torturé sous la dictature militaire. Après le rétablissement de la démocratie, il participe à la création du Mouvement de participation populaire (MPP) avec le Mouvement de libération nationale Tupamaros (MLN-T).
Élu député en 1995 et sénateur en 2000, il est nommé en 2005 ministre de l'Agriculture du gouvernement Vázquez. En 2009, il remporte la primaire présidentielle au sein de la coalition de gauche du Front large, puis est élu au second tour de l'élection présidentielle contre le candidat du Parti national, Luis Alberto Lacalle.
En tant que chef de l’État, il refuse les avantages inhérents à sa fonction et mène des réformes sociétales. Ex-guérillero d’extrême gauche, il conduit une politique de nature sociale-démocrate par pragmatisme affiché, tout en dénonçant la logique de consommation engendrée par le système capitaliste, dont il souligne le coût humain et environnemental.
Comme signale le sociologue Denis Merklen dans l'hommage qu'il lui rend dans Le Monde, « la BBC et une bonne partie de la presse internationale vont louer l’intégrité morale dans l’exercice du pouvoir de celui que l’on présente comme le « président le plus pauvre du monde ». Une éthique qui résulte d’une vie toujours menée dans la même frugalité, roulant à côté de sa compagne, Lucía Topolansky, au volant de sa Coccinelle Volkswagen sur les chemins de terre qui le conduisent au palais présidentiel depuis sa petite ferme, la « chacra ». Où, après une journée d’exercice du pouvoir, on l’aperçoit s’occuper de ses plantations de marguerites, de sa chienne à trois pattes Manuela, et recevoir, sur les chaises en plastique de son jardin, autorités, journalistes et célébrités du monde entier ».
En vertu de la Constitution, il ne peut se représenter à l’issue de son quinquennat présidentiel. Il siège ensuite à nouveau au Sénat.

## Biographie

### Enfance, jeunesse et formation
José Alberto Mujica Cordano naît le 20 mai 1935 à Montevideo. Fils de Demetrio Mujica et Lucía Cordano dans une famille modeste de fermiers d'origines basque, (Biscaye) et italienne, il est, à l'âge de six ans, orphelin de père, celui-ci faisant faillite peu de temps avant sa mort, en 1940.
Il reçoit un enseignement primaire et secondaire dans le quartier où il est né. Il commence une école de droit à l'Institut Alfredo Vásquez Acevedo, mais ne la termine pas.
De 13 à 17 ans, il pratique le cyclisme, et représente plusieurs clubs dans toutes les catégories.

### Guérilla des Tupamaros
José Mujica s'engage d'abord politiquement aux côtés d'anarchistes et d'autres activistes sociaux. Il est proche, à la fin des années 1950, du sénateur blanco Enrique Erro, fondateur de l'Union populaire en 1962.
Il devient ensuite l'un des dirigeants de la guérilla des Tupamaros, active dans les années 1960-1970. Selon lui, la fondation de ce groupe armé est destinée à l'origine autant à se défendre contre les agressions de groupes d'extrême droite qu'à appuyer les mouvements sociaux et les luttes des cañeros, les travailleurs agricoles de Bella Unión organisés en syndicats avec l'aide de Raúl Sendic, qui devient plus tard la figure emblématique des Tupamaros. En octobre 1969, le jour de la commémoration de la mort de Che Guevara, il participe à la prise de Pando. Arrêté par la suite, il s'évade avec plus d'une centaine de prisonniers politiques de la prison de Punta Carretas le 6 septembre 1971, en pleine campagne électorale, avant d'être à nouveau arrêté. Arrêté une autre fois, il s'évade à nouveau avant d'être définitivement arrêté sous le gouvernement de Juan María Bordaberry.
Sous la dictature militaire (1973-1985), il est fait prisonnier-otage de la junte et détenu dans des conditions sordides (deux ans au fond d’un puits). Avec d'autres dirigeants des Tupamaros (Sendic, Fernández Huidobro, Mauricio Rosencof, Adolfo Wasem, Julio Marenales, Henry Engler (es), Jorge Manera (es), Jorge Zabalza, etc.), il est alors continuellement torturé et menacé d'exécution par les militaires au cas où les Tupamaros décideraient d'agir contre la dictature. Les otages sont transférés de caserne en caserne pendant toute la durée de la dictature, Mujica restant ainsi aux côtés de Fernández Huidobro et Mauricio Rosencof, avec qui il communique en tapant sur les parois.

### Transition démocratique et la voie parlementaire

#### Débuts au MPP et au Sénat
Amnistié au retour de la démocratie, en 1985, il abandonne la lutte armée pour s'engager dans la voie électorale, en cofondant le Mouvement de participation populaire (MPP), qu'il dirige, tout en restant membre de la direction collective du Mouvement de libération nationale - Tupamaros (MLN-T). Le MPP, composé du MLN-T et d'autres partis, devient progressivement la principale composante du Frente Amplio (Front large), la coalition de gauche qui s'oppose aux deux partis traditionnels, le Parti blanco et le Parti colorado. En 1994, il est élu député sur la liste 609 (qui regroupe plusieurs groupes autour du MPP), puis sénateur en 1999. Dans le privé, Mujica vend des fleurs avec sa femme, Lucía Topolansky, tandis que son langage populaire, faisant appel à des métaphores issues de l'imaginaire gaucho, ainsi que ses capacités de négociation contribuent à l'imposer sur la scène politique. À la fin des années 1990, il est élu président du Congrès uruguayen.

#### Ministre de l'Agriculture (2005-2008)

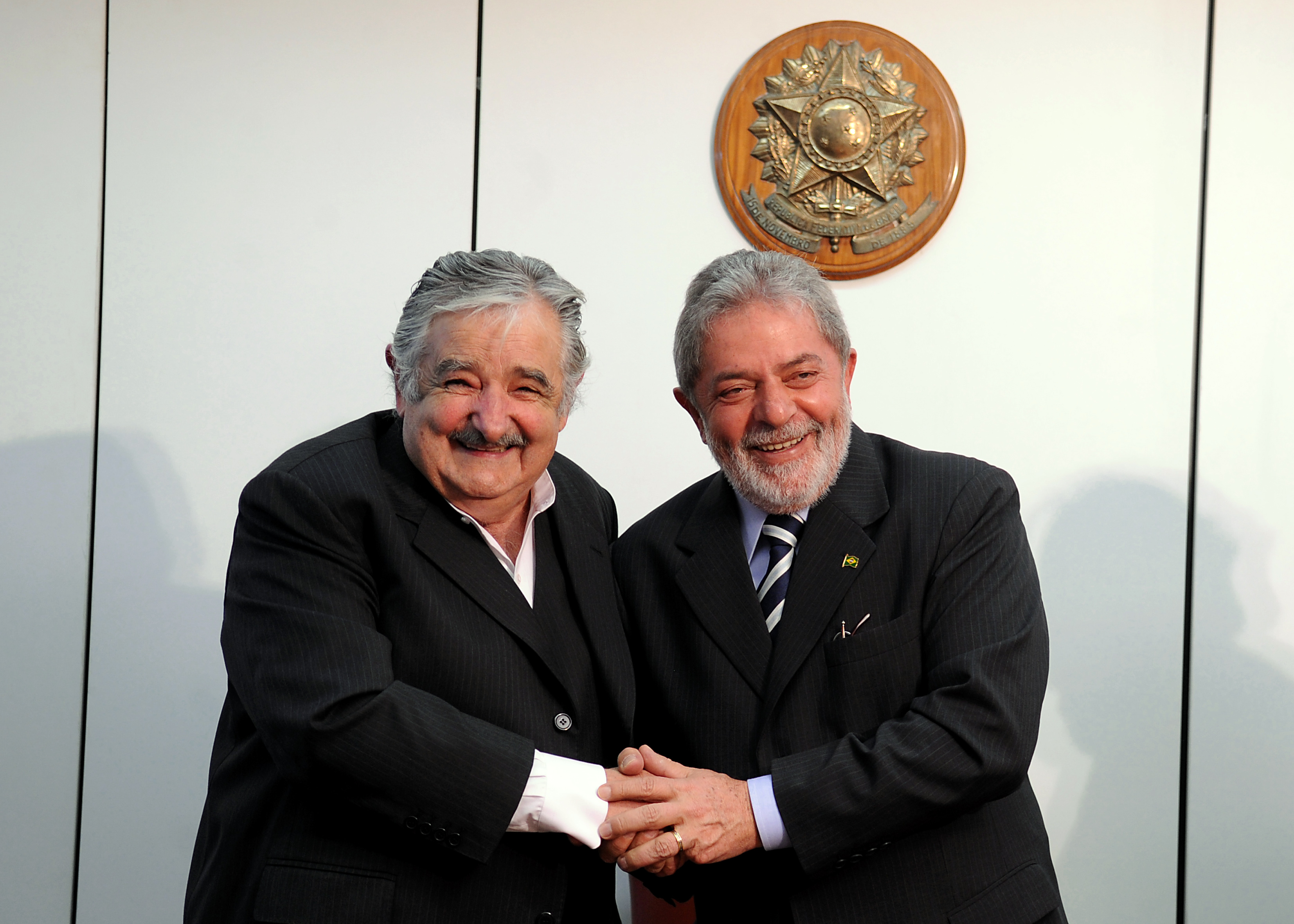
José Mujica (à gauche) reçu par Lula au palais du Planalto (2009).

Réélu sénateur en 2004 (liste 609), il est nommé Ministre de l'Agriculture du gouvernement de gauche (Frente Amplio) du président Tabaré Vázquez. Mujica est accompagné dans cette tâche par le vice-ministre Ernesto Agazzi, ingénieur agronome chevronné et également ex-guérillero Tupamaro. Il est reconduit en septembre 2006 à la direction collégiale du MPP, obtenant 90 % des votes.
En 2007, il échoue à faire admettre par le Congrès du Front large la candidature de Constanza Moreira comme présidente. À l'occasion d'un remaniement ministériel, Vázquez le fait démissionner de son poste le 3 mars 2008. Il redevient alors sénateur, sans annoncer ouvertement sa candidature. Il rend toutefois visite aux chefs d'État voisins (Kirchner en Argentine, alors en pleine « guerre du papier » contre l'Uruguay, Lula au Brésil, etc.) : s'il n'est pas alors véritablement considéré comme présidentiable en Uruguay, les autres présidents américains le considèrent comme tel. En août 2008, il rend visite au candidat blanco Jorge Larrañaga, ce qui suscite l'agacement de l'électorat blanco de voir leur candidat dialoguer avec un ex-guérillero. Le 14 décembre 2008, il est investi comme « candidat officiel » du Front large pour les prochaines élections primaires au sein de la coalition de gauche.

#### Vers la présidence de la République
Il remporte l'investiture du Frente Amplio le 29 juin 2009, contre Danilo Astori (Assemblée Uruguay), représentant de la tendance centriste de la coalition, pour être candidat à l'élection présidentielle,. Astori devient son colistier, tandis que Mujica démissionne en mai 2009 du MPP pour devenir le représentant de l'ensemble du Frente Amplio. Le 25 octobre 2009, il arrive en tête du premier tour de l’élection présidentielle avec 48 % des voix.
Mis en ballotage par son adversaire du Parti national, Luis Alberto Lacalle (néolibéral), Mujica est élu avec 52,9 % des voix lors du second tour, le 29 novembre 2009, contre 42,9 % des voix pour Lacalle; il est investi le 1er mars 2010.
Le 1er mars 2010, José Mujica devient officiellement président de l'Uruguay, au cours d'une cérémonie organisée place de l'Indépendance, à Montevideo, au pied de la statue du héros national, José Gervasio Artigas.

### Au pouvoir

#### Composition du gouvernement Mujica

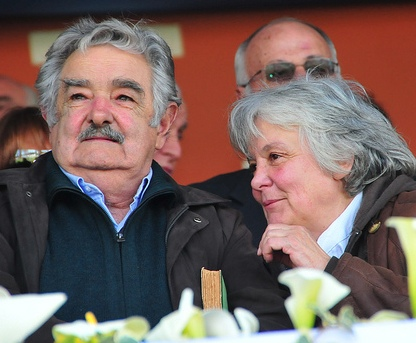
José Mujica avec son épouse Lucía Topolansky, sénatrice la mieux élue du pays en 2009.

La composition du futur gouvernement Mujica avait été fixée dès la fin décembre 2009, les négociations au sein du Front large ayant été rapides,,. La composition du gouvernement est ainsi élaborée en coordination avec le Commandement central du Front large. Les ministres du Front Líber Seregni (FLS, l'autre grande composante du Front large) sont désignés par le vice-président Danilo Astori, qui en est le dirigeant.
Des membres de tous les secteurs du Front large sont nommés au gouvernement. Parmi eux,, :
- Quatre du Mouvement de participation populaire (Ministères : Intérieur ; Relations extérieures ; Éducation et Culture ; Logement, Aménagement territorial et Environnement) et deux autres membres de l'Espace 609 (Sous-secrétariats : Défense nationale ; Économie et Finances),
- Trois de l'Assemblée Uruguay (Vice-présidence ; Ministère : Transports et Travaux publics ; Sous-secrétariat : Logement, Aménagement territorial et Environnement),
- Trois du Parti socialiste (Ministères : Santé publique ; Industrie, Énergie et Mines ; Sous-secrétariat : Relations extérieures),
- Deux du Parti communiste (Ministère : Développement Social ; Sous-secrétariat : Santé),
- Un du Parti démocrate chrétien (Ministère : Tourisme et Sports),
- Un du Nouvel espace (Ministère : Économie et Finances),
- Un du CAP-L (Ministère de la Défense nationale),
- Un de l'Axe artiguiste (Ministère : Travail et Sécurité sociale),
- Six indépendants (Ministère : Élevage, Agriculture et Pêche ; Sous-secrétariats : Intérieur ; Travail et Sécurité sociale ; Élevage, Agriculture et Pêche, Transports ; Secrétariat de la Présidence).

#### Politique économique et sociale
En termes généraux, il s'inscrit dans la continuité de la politique de la mandature précédente. La part des dépenses sociales dans le total des dépenses publiques passe ainsi de 60,9 % à 75,5 % entre 2004 et 2013. Selon le sociologue Denis Merklen, lorsque José Mujica rend le pouvoir à son successeur, l'Uruguay est à nouveau « champion de l'Amérique latine en matière sociale. En décembre 2013, le chômage représente 6,3 % de la population active. L'emploi non déclaré concerne seulement 16 % des salariés. La pauvreté passe de 40 % en 2005 à 11,5 % de la population et elle est inférieure à 3 % dans les zones rurales. L'indigence touche 0,5 % des personnes. Sur la totalité de ces indicateurs, l'Uruguay est alors le pays le mieux placé de l'Amérique latine. » Le salaire minimum est rehaussé de 250 %.
Il soutient par ailleurs le renforcement des syndicats. D'après la Confédération syndicale internationale, l'Uruguay est devenu le pays le plus avancé d’Amérique en matière de respect « des droits fondamentaux du travail, en particulier la liberté syndicale, le droit à la négociation collective et le droit de grève ».
Il annonce en mai 2010 le dépôt d'un projet de loi devant limiter le secret bancaire pour lutter contre l'évasion fiscale, conformément aux standards de l'OCDE. Selon la Banque centrale de l'Uruguay, près de 18 % des dépôts appartiendraient à des non-résidents, soit 2 500 millions de dollars, détenus pour la plupart par des Argentins.
La loi est votée par les 2 chambres du parlement uruguayen en décembre 2010, la plus importante loi en matière fiscale depuis celle de 2007 qui avait institué l'impôt sur le revenu.

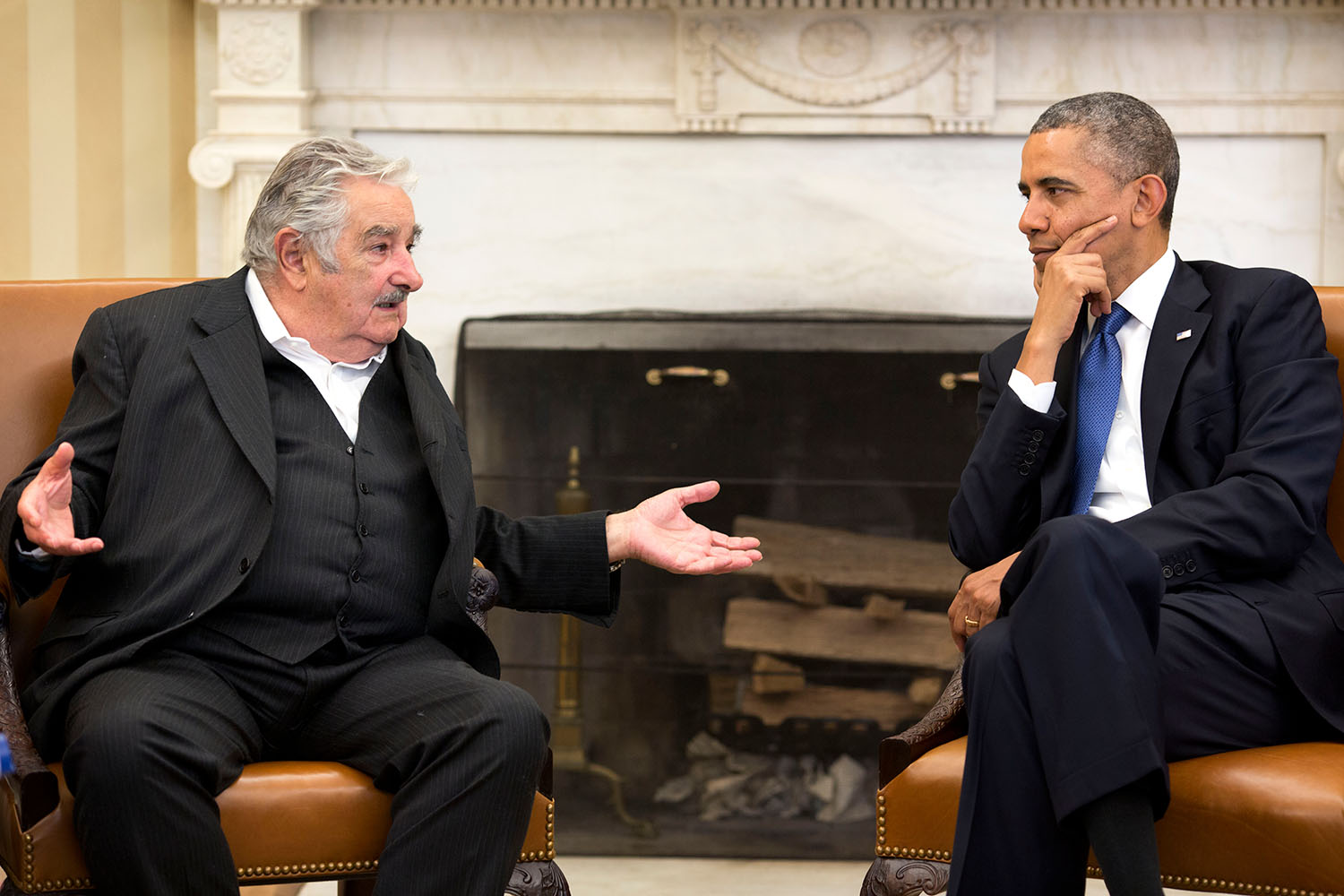
José Mujica avec Barack Obama à la Maison-Blanche (12 mai 2014).

#### Politique étrangère
Mujica renouvelle en avril 2010 avec le Venezuela l'accord commercial de 2005, signé par Tabaré Vazquez, qui prévoit notamment l'approvisionnement en pétrole de l'Uruguay à des conditions favorables. Il est proche du président vénézuélien Hugo Chávez, qu'il considère comme « le gouvernant le plus généreux [qu'il ait] jamais connu ». En 2011, il s'exprime contre les opérations militaires déclenchées par plusieurs pays occidentaux contre la Libye.

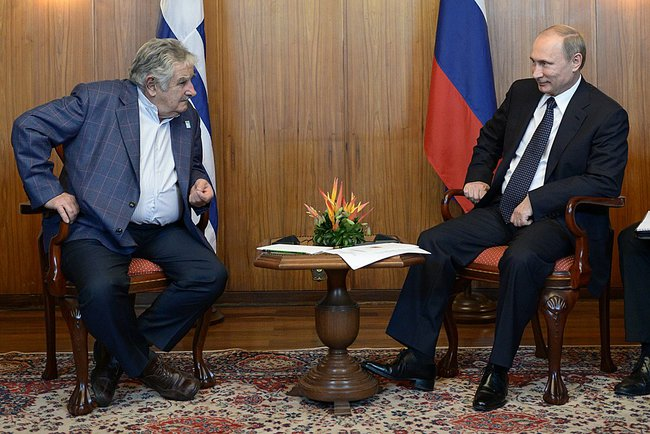
José Mujica avec Vladimir Poutine (Moscou, 17 juillet 2014).

#### Politique sociétale
En octobre 2012, le Parlement vote la légalisation de l'avortement. Contrairement à son prédécesseur, qui avait mis son veto à cette légalisation, Mujica fait approuver la loi. L'Uruguay devient ainsi le deuxième pays d'Amérique latine à autoriser l'avortement après Cuba. En avril 2013, les parlementaires approuvent définitivement une loi ouvrant le mariage aux couples de même sexe.
En juin 2012, le gouvernement propose de légaliser et réguler la vente de marijuana. Malgré des critiques venues du monde entier, la revue britannique Monocle salue cette décision, et le magazine américain Time se demande ensuite si ce n'est pas un exemple à suivre pour le reste du monde. Le 6 mai 2014, Mujica signe une loi légalisant le cannabis et régulant toute sa chaîne de production sous l'autorité de l'État.

#### Style présidentiel atypique
Depuis 2005, Mujica est marié à Lucía Topolansky, dirigeante historique du Mouvement de participation populaire et sénatrice sur les listes du MPP.
Il se distingue, à l'échelle internationale, par son mode de vie, très éloigné du faste habituel de la fonction présidentielle. Il délaisse le palais présidentiel pour habiter la petite ferme de son épouse, « au bout d'un chemin de terre » en dehors de Montévidéo. Il continue à y cultiver avec son épouse des fleurs à des fins commerciales et donne environ 90 % de son salaire présidentiel à un programme de logement social, conservant pour lui-même l'équivalent du salaire moyen en Uruguay (environ 900 € par mois). Le couple présidentiel bénéficie de la protection de deux policiers à la ferme.
Certains pensent qu'il est végétarien mais il semblerait que ce soit une erreur fréquemment commise, due à une expression qu'il a utilisée. Il existe des preuves qu'il mange bien de la viande. Il est athée. Le patrimoine du couple présidentiel provient pour la majeure partie de son épouse (Mujica n'ayant comme seul bien qu'une voiture Coccinelle de 23 ans) et est évalué en 2012 à 4,2 millions de pesos uruguayens (environ 19 000 €).
Son engagement va encore beaucoup plus loin : lors de la vague de froid que subit le pays en juin 2012, il inscrit immédiatement la résidence présidentielle sur la liste des refuges pour les sans-abris.
En 2014, il est interviewé dans le film Human, de Yann Arthus-Bertrand,, où il fait un appel à la sobriété et à la décroissance.

### Après la présidence

#### Bilan
José Mujica quitte son poste de président le 1er mars 2015, en laissant l'économie du pays relativement en bonne santé, et avec une stabilité sociale meilleure que celle des pays voisins.

#### État de santé
À l'âge de 89 ans et atteint d'un cancer de l'œsophage contre lequel il lutte depuis avril 2024, il donne une longue interview au New York Times en août 2024, dans laquelle il expose sa philosophie pour une vie heureuse et dénonce la dictature du marché qui entraîne l'humanité dans une course insatiable à la consommation.
Le 9 janvier 2025, il déclare au journal local Búsqueda avoir décidé d'arrêter les traitements relatifs au cancer dont il souffre, devenu incurable en raison de son état affaibli par d'autres maladies chroniques : « Mon cycle est terminé. Clairement, je suis en train de mourir. […] Aucun traitement ni aucune chirurgie ne me conviennent car mon corps ne peut les supporter,. »
Le 12 mai 2025, sa femme annonce que l'ancien président est en phase terminale de sa maladie,.

#### Mort
José Mujica meurt le 13 mai 2025 des suites de son cancer à l’âge de 89 ans,. Son décès est annoncé par le président uruguayen en exercice, Yamandú Orsi.

## Cinéma
Mujica est incarné par l'acteur Antonio de la Torre dans le film Compañeros (La noche de 12 años) d'Álvaro Brechner en 2018.
Emir Kusturica réalise en 2018 pour Netflix El Pepe, una vida suprema, documentaire sur son parcours où il tient le premier rôle, avec son épouse Lucía Topolansky.

## Décorations

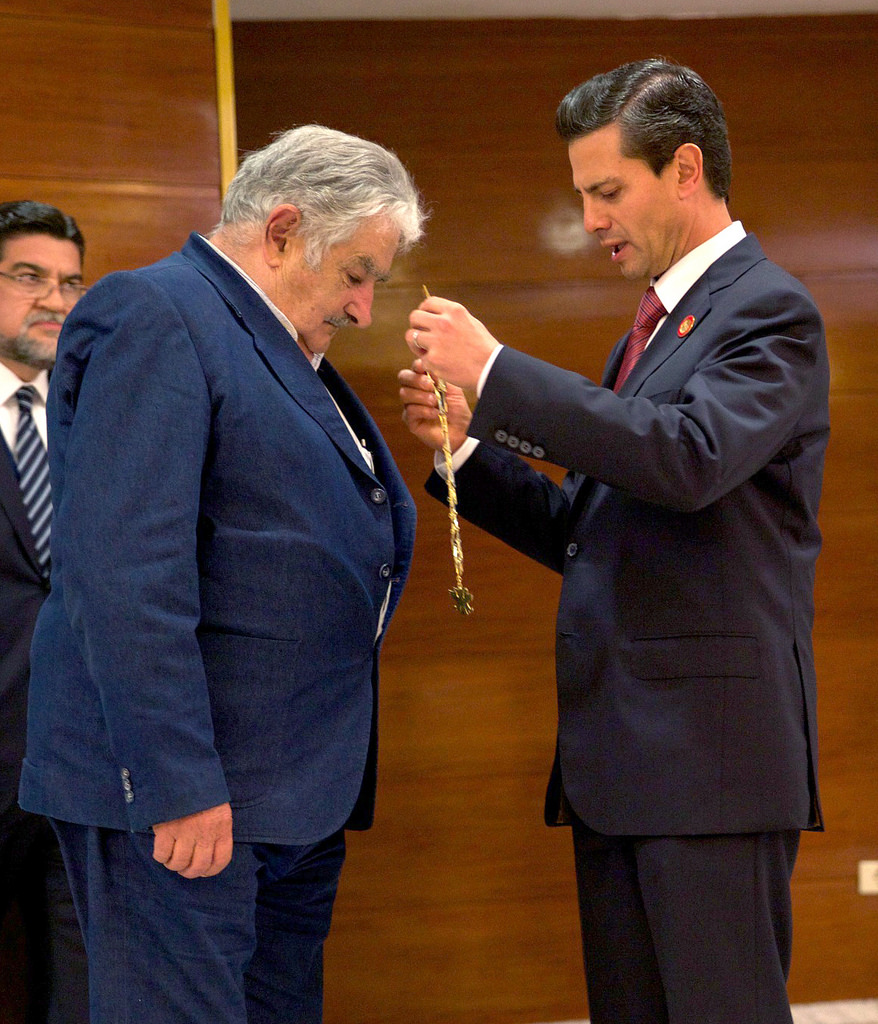
José Mujica décoré des insignes du grand collier de l'ordre de l'Aigle aztèque par le président mexicain Enrique Peña Nieto (5 mars 2014).

### Décorations uruguayennes
- Collier de l'ordre de la République d'Uruguay (en)
- Médaille de la République orientale de l'Uruguay (en)

### Décorations étrangères
- Collier de l'ordre du Libérateur San Martín ( Argentine)
- Grand-cordon de l'ordre du drapeau de la République Srpska ( Bosnie-Herzégovine)
- Collier de l'ordre du mérite national d'Équateur (en) ( Équateur)
- Collier de l'ordre national de San Lorenzo ( Équateur)
- Collier de l'ordre de l'Aigle aztèque ( Mexique)
- Grand-croix de l'ordre de Manuel Amador Guerrero ( Panama)
- Collier de l'ordre national du Mérite de Paraguay (en) ( Paraguay)
- Collier de l'ordre du Soleil ( Pérou)
- Grand collier de l'ordre national de la Croix du Sud ( Brésil)[2]
- Grand-croix extraordinaire de l'ordre de Boyacá ( Colombie)[2]

### Filmographie
- Compañeros (La noche de 12 años) (2018) d'Álvaro Brechner, avec Antonio de la Torre, Chino Darín, Soledad Villamil. Le film raconte la détention de trois dirigeants tupamaros, dont Mujica, incarcérés comme otages dans des conditions inhumaines par la dictature militaire, de 1973 à 1985.